# や

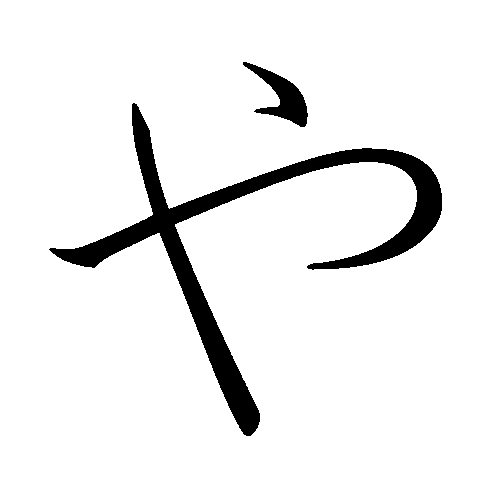
平假名や

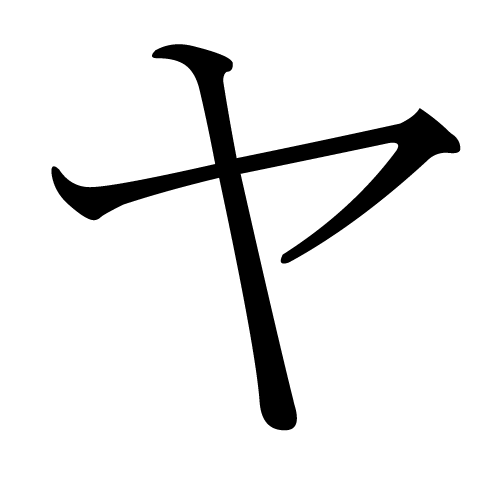
片假名ヤ

平假名や和片假名ヤ是日语的假名之一，由一个音节组成。在日语五十音图中排第8行第1个（や行あ段）的位置。

## 筆畫順序

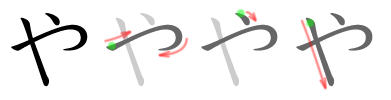
平假名や的筆畫順序

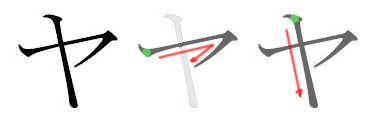
片假名ヤ的筆畫順序

## 關於や和ヤ
| 現代日語發音     | 由1個子音和1個母音形成／jä／音    |
| 五十音顺序       | 第36位                            |
| 伊吕波顺序       | 第29位，「く」之后、「ま」之前    |
| 平假名「や」字源 | 「也」字的草書部分                |
| 片假名「ヤ」字源 | 「也」字的部分變形                |
| 日语罗马字       | 平文式罗马字：ya 训令式罗马字：ya |
| 点字：           | \| —— －● ●－ \|                  |
| 通话表           | 「大和のヤ」                      |
| 摩尔斯电码       | ・——                              |
| —— －● ●－       |                                   |